# Конвой № 8011
Конвой № 8011 — японський конвой часів Другої світової війни, проведення якого відбувалось у жовтні 1943 року.
Вихідним пунктом конвою був Палау на заході Каролінських островів — важливий транспортний хаб, куди ходили конвої з Японії, Формози та нафтовидобувних районів Індонезії. Пунктом призначення став атол Трук (Чуук) у центральній частині Каролінських островів, де до лютого 1944 року були головна база японського ВМФ в Океанії та транспортний хаб, який забезпечував постачання Рабаула (головна передова база в архіпелазі Бісмарка, з якої провадились операції на Соломонових островах та сході Нової Гвінеї) та Східної Мікронезії.
До складу конвою увійшли танкер «Теннан-Мару» та судно «Чоан-Мару № 2 Го», яке саме тривалий час займалось ескортуванням і лише в день виходу конвою перекласифіковане з допоміжного канонерського човна у транспорт. Охорону забезпечував есмінець «Асанагі».
Загін вийшов із бази 1 жовтня 1943 року. На підходах до Палау та Труку традиційно діяли американські підводні човни. Утім, цього разу перехід пройшов без інцидентів і 6 жовтня конвой № 8011 успішно прибув на Трук.
За кілька діб «Теннан-Мару» вирушить до Рабаула, а наприкінці жовтня загине при переході звідти на Палау.